# Catalunya a la Corona d'Aragó
Catalunya tingué un paper prepoderant en la Corona d'Aragó des de la creació d'aquesta amb la unió dinàstica de Ramon Berenguer IV de Barcelona amb Peronella d'Aragó. Malgrat que, en aquell període, Catalunya es trobés conformada pel Comtat de Barcelona (amb el domini o vassallatge d'altres territoris menors) i que des d'aquell moment compartís monarca amb Regne d'Aragó, mai va estar políticament supeditat a aquest sinó que va conformar un dels reialmes de la Corona. Els comtes de Barcelona no van aprofitar l'avinentesa de què havien assolit el títol de rei per proclamar regne Catalunya, sinó que van continuar referint-se inicialment com a Comtat de Barcelona, entre els segles XII i XIV sovint com a Catalunya (sense denominació nobiliària específica) i, a partir de la segona meitat del segle XIV, com a Principat de Catalunya.
El Principat de Catalunya mantingué una estructura política i institucional pròpia equiparada a la dels regnes d'Aragó i de València, amb la Diputació del General (o Generalitat) i les Corts Catalanes. Als territoris conquerits se li imposaven els usatges, els quals es convertiren en la base d'altres legislacions de la Corona, com els Furs de València. L'autonomia fou clarament visible en el Compromís de Casp (1412) quan va ser una de les tres parts que va enviar representants per tal de triar el nou monarca. La ciutat de Barcelona, capital del Principat, fou durant diversos segles la residència reial més frequentada i va excercir de centre econòmic i administratiu dels dominis de la Corona, consolidat amb l'establiment a la ciutat de Arxiu Reial (l'actual Arxiu de la Corona d'Aragó) el 1318.
Al llarg del segle xv, Catalunya va patir grans conflictes socials, polítics i militars, com el de la Busca i la Biga, el conflicte remença o la Guerra Civil Catalana. En aquest darrer, la Generalitat de Catalunya va deixar de reconèixer a Joan II, monarca de la dinastia Trastàmara, i va buscar-ne diversos candidats alternatius. Al llarg del segle, una gran part de la prepoderància econòmica i política a dins de la Corona es desplaçà al Regne de València.
En el regnat de Pere el Cerimoniós (1336-1387) es van establir els fogatges que permeten de seguir l'evolució demogràfica de Catalunya. El tret més cridaner d'aquests registres és la gran davallada poblacional que va produir-se a Catalunya al Segle XIV. Aquesta evolució demogràfica és atribuïble a tres factors: un fou l'elevada incidència de la pesta negra, l'altre l'emigració a territoris conquerits, particularment cap el Regne de València i, per acabar, a l'impacte dels conflictes militars de la darrera meitat del segle. Entre 1347 i 1497, el Principat perdé al voltant d'un 37% de la seva població.